# Svetlana Kliúkina
Svetlana Kliúkina (Severodvinsk, Rusia, 10 de febrero de 1989) es una gimnasta artística rusa, medallista de bronce en 2006 en el concurso por equipos.

## 2006
En el Mundial celebrado en Aarhus (Dinamarca) consigue el bronce en el concurso por equipos, tras China (oro) y Estados Unidos (plata), siendo sus compañeras de equipo: Anna Grudkó, Polina Miller, Anna Pávlova, Kristina Právdina y Yelena Zamolódchikova.